# Paolo Lanza (cestista)
Paolo Lanza (Padova, 6 aprile 1962) è un ex cestista, allenatore di pallacanestro e dirigente sportivo italiano.

## Carriera

### Giocatore
Inizia nel 1974 nelle giovanili della Virtus Padova per poi debuttare in Serie C. Nel 1978 passa al Mestre in Serie A1 prima nelle giovanili e poi in prima squadra. Nel 1983 passa alla Stefanel Trieste (venduto per la notevole cifra di un miliardo di lire) in Serie A1. Nella stagione 1985-1986 gioca per la Lazio Roma in Serie A2 prima di rimanere fermo nella stagione 1986-87 a causa di una diatriba sul possesso del cartellino. Torna a giocare la stagione successiva al Mestre in Serie A2, la squadra retrocederà. La stagione successiva, sempre a Mestre in Serie B1 gioca in una squadra allestita per la promozione, che invece a fine campionato si classificherà terz'ultima e retrocederà ancora (poi sciolta). Nel 1989 si trasferisce al Porto San Giorgio in Serie B1 dove perde la finale playoff per il salto in A2 contro Trapani. Nel 1990 firma per tre anni con il Vicenza ottenendo una promozione in Serie A2. Nel 1993 firma per il Campli in Serie B2 dove ottiene la promozione in Serie B1 per poi giocare nel 1994-1995 con la Fulgor Forlì. A fine carriera gioca per tre anni a Bassano del Grappa in Serie C1 e poi a Castelfranco Veneto dove termina la carriera nel 2002.

### Allenatore
Comincia nel 2002 nel settore giovanile del Mogliano Veneto per poi allenare la prima squadra in Serie D l'anno successivo. Nel 2004 è alla guida della Favaro Basket prima nel settore giovanile e poi in prima squadra sempre in Serie D. Dopo aver svolto i corsi da allenatore guida in Serie C2 il Silea mentre a settembre 2006 passa alla Pallacanestro Villazzano nel settore giovanile per diventare poi allenatore del CUS Trento in Serie D. Nel 2008 diventa allenatore del Pergine che milita in Serie D. Dal 2009 allena la Pallacanestro Villazzano C in Promozione. Dal 2010 al 2012 passa ad allenare le giovanili alla 3S Basket Cordenons. Contemporaneamente, dalla stagione 2011-12, inizia a collaborare, a livello di minibasket, con la Pallacanestro Vittorio Veneto. Nella stagione 2012-13 allena la prima squadra del Cordenons nel campionato di Serie D. Dalla stagione successiva, in contemporanea con l'assunzione dell'incarico di direttore tecnico del settore giovanile del Vittorio Veneto, inizia ad allenare anche la Prima Squadra in Promozione; nella stagione 2014-15, conquista con la Under 14 il titolo provinciale.

### Dirigente
Il 1º luglio 2013 assume l'incarico di direttore tecnico del settore giovanile del Vittorio Veneto.